# Питер Вилем Бота
Питер Вилем Бота (афр. Pieter Willem Botha; Пол Ру, 12. јануар 1916 — Вилдернес, 31. октобар 2006) био је јужноафрички политичар, премијер (1978–1984 ) и председник Јужноафричке Републике (1984–1989).

## Биографија
Рођен је 1916. године у месту Пол Ру, провинција Слободна Држава Орање. Отац му је био командос који се борио против Британаца у Другом бурском рату, а мајка је током рата била заточена у британском концентрационом логору. Након завршене основне и средње школе, 1934. је уписао право на универзитету у Блумфонтејну. Радио је за Националну странку као политички организатор, а након почетка Другог светског рата постао је члан десне африканерске националистичке групе која је симпатизирала нацистичку Немачку. Међутим, с поразом сила Осовине, Бота се одрекао групе, осудио њено деловање и усвојио хришћански национализам као лично уверење.
Године 1948. постао је заступник у јужноафричком парламенту као посланик из своје провинције. Од 1958. је био заменик министра унутрашњих послова, а од 1961. министар за питања обојених. Након убиства премијера Вервурда, Бота је 1966. у новој Ворстеровој администрацији постао министар одбране. У то је време Јужноафричка република учествовала у тзв. Јужноафричком пограничном рату, што је означило период финансирања антикомунистичких покрета отпора и активног учешћа у борби против њих у регији (Намибија, Ангола, Родезија и Мозамбик). Као министар одбране, покренуо је тајни програм развијања нуклеарног оружја. Током програма је произведено 6 нуклеарних бомби које су уништене почетком 1990-их.

### Премијер
Б. Ј. Ворстер је након избијања корупционог скандала 1978. године дао оставку на месту премијера, а наследио га је Бота. Почетак Ботиног мандата обележило је давање веће аутономије бантустанима како би се унутар система апартхејда одржао привид еманципације домородачког становништва. Део његове прагамтичарске политике било је проширење права гласа на обојене и Азијце како би стекао више подршке међу јавности. Систем апартхејда оправдавао је као нужну меру за сузбијање ширења комунизма у јужној Африци, због чега је део буџета ЈАР одлазио антикомунистичким герилама УНИТА и ФНЛА током грађанског рата у Анголи, влади у Солзберију (Родезијски грађански рат) и РЕНАМО-у (грађански рат у Мозамбику), те у борби против ослободилачког покрета СВАПО у Југозападној Африци (данашња Намибија под анексијом ЈАР-а).

### Председник
Године 1983. је представио нови устав према којем су створена још два заступничка дома у парламенту, један за обојене и Индијце. Новим уставом је укинута функција премијера ЈАР и повећане овласти председника, након чега је Бота 1984. изабран за новог председника. Иако је ЈАР током Хладног рата углавном имала подршку Запада, побољшање односа између САД-а и СССР-а након доласка Горбачова умањило је стратешку важност ЈАР-а. Њујоршким споразумом из 1988. договорено је успостављање примирја у јужној Африци и крај тамошњих сукоба. Бота је 18. јануара 1989. претрпео благи срчани удар, након чега се 2. фебруара повукао с места вође Националне странке, а 14. августа дао оставку на месту председника. Боту је наследио Фредерик Вилем де Клерк, који је усвојио политику дијалога с покретима који су се борили за права црначких домородаца уи ЈАР-у, што је напослетку довело до укидања апартхејда 1990. и победе коалиционе владе на челу с Афричким националним конгресом 1994. године.

### Каснији живот
Бота се након тога повукао из политике и отишао у пензију. Повукао се са супругом у свој дом у приобални градић Вилдернес. Касније је одбио да пред Комисијом за истину и помирење сведочи о злочинима почињених у ЈАР током апартхејда.
Умро је од срчаног удара у свом дому 31. октобра 2006. у 90. години живота. Његова породица одбила је понуду председника да му приреди државни спровод, те је Бота сахрањен у кругу породице.